# Xerces
Xerces ist eine Familie von Programmbibliotheken zum Parsen, Modifizieren und Generieren von XML-Daten. 

## Beschreibung
Beim Parsen wird eine Zeichenkette, die XML-Daten enthält, in einen verzeigerten Baum aus Objekten gewandelt, die sehr einfache Möglichkeiten zum Abfragen, Ändern oder Setzen ihrer Eigenschaften bieten. Zusätzlich bietet Xerces Methoden zur Navigation und zum Rearrangieren in diesem Baum oder auch zum neu Erstellen eines XML-Baums (DOM).
Alternativ könnte ein Programm direkt die XML-Zeichenkette bearbeiten, was i. A. zu einem umständlichen, komplexen und wartungsfeindlichen Code führt.
Xerces ist ein Apache-Projekt, veröffentlicht unter der Apache-Lizenz 2.0.

## Unterstützte Standards und Schnittstellen

### Xerces2 Java
- XML 1.0 (4. Ausgabe)
- Namespaces in XML 1.0 (2. Ausgabe)
- XML 1.1 (2. Ausgabe)
- Namespaces in XML 1.1 (2. Ausgabe)
- W3C XML Schema 1.0 (2. Ausgabe)
- W3C XML Schema 1.1
- W3C XML Schema Definition Language (XSD): Component Designators
- XInclude 1.0 (2. Ausgabe)
- OASIS XML Catalogs 1.1
- SAX 2.0.2
- DOM Level 3 Core, Load und Save
- DOM Level 2 Core, Events, Traversal und Range
- Element Traversal (org.w3c.dom.ElementTraversal)
- JAXP 1.4
- StAX 1.0 Event API (javax.xml.stream.events)

### Xerces-C++
- XML 1.0 (Third Edition)
- XML 1.1 (First Edition)
- DOM Level 1 Specification
- DOM Level 2 Core Specification
- DOM Level 2 Traversal and Range Specification
- SAX 1.0 and SAX 2.0
- Namespaces in XML
- Namespaces in XML 1.1
- XML Schema Part 1: Structure
- XML Schema Part 2: Datatypes
- DOM Level 3.0 Core Specification
- DOM Level 3.0 Load and Save Specification
- XML Inclusions (XInclude) 1.0 (Second Edition)
- Element Traversal Specification

## Unterprojekte
Das Unterprojekt Xerces J stellt validierende (DTD) Parser für Java bereit, das Unterprojekt Xerces C validierende Parser für C++. Beide Projekte unterstützen die W3C-Standards DOM (Level 1 und 2) und SAX (Version 2).
Für die Programmiersprache Perl und Microsofts COM-Technologie stehen Wrapper für Xerces C bereit.

## Trivia
Xerces wurde nach dem ausgestorbenen Schmetterling Glaucopsyche xerces (im Englischen Xerces Blue) aus der Familie der Bläulinge benannt.